# Miranda (cantante colombiana)
Lady Diana Miranda Cardona (Bello, Colombia; 20 de noviembre de 1984), más conocida como Miranda, es una cantante colombiana. A los 27 años de edad se presentó en la primera temporada del concurso musical colombiano La Voz Colombia, en el que seleccionó al entrenador Ricardo Montaner y salió como triunfadora; recibió un premio por 300 millones de pesos, un contrato con el sello discográfico Universal Music, además de poder compartir escenario con Carlos Vives y Alejandro Sanz en la Feria de Manizales. Miranda es la vocalista de la banda Miranda & La Soul Band.

## Biografía

### Sus inicios
Miranda nació en Bello, el 20 de noviembre de 1984. Desde su adolescencia, siempre mantuvo una fuerte inclinación por la música, razón por la cual lleva más de 14 años ligada a la música. Es una persona muy creyente en Dios, debido a esto decidió bautizarse junto con su madre. Es fisioterapeuta de profesión, carrera que estudió en la Fundación Universitaria Maria Cano. Desempeñó su profesión por un año, hasta que finalmente decidió retirarse e iniciar un nuevo ciclo en su vida. Aparte de su carrera como artista, Miranda también se desempeña como profesora de técnica vocal, en la academia Solo Rock Musical, en Medellín.
Antes de presentarse al concurso de La voz Colombia, Miranda conformó una banda llamada Miranda & La Soul Band en 2009, agrupación que todavía continúa vigente y de la cual es la vocalista.
El jueves 20 de diciembre de 2013, resultó ganadora del concurso musical La voz Colombia, donde fue entrenada y asesorada por el cantautor Ricardo Montaner durante varios meses.Además de proclamarse ganadora con un porcentaje de 32,8%, la compañía discográfica Universal Music decidió otorgarle un contrato para grabar su primera producción discográfica. También le fue entregado US $ 135 000, unos $ 300 000 000.
A mediados del mes de septiembre de 2013, Miranda fue nominada en la categoría Mejor Nueva Artista Femenina, en los Premios SHOCK, por el sencillo «¿Por qué?», resultando finalmente ganadora en la gala.
La canción «Rolling in the Deep», un sencillo versionado por Miranda, aparece en el álbum Lo Mejor de la Voz... Colombia, un recopilatorio de todas las canciones versionadas en el concurso. El material discográfico alcanzó la certificación de platino en Colombia y debutó en la primera posición en iTunes.

### 2013-presente:Alma
A comienzos del mes de diciembre de 2013, la cantante colombiana lanzó su primer álbum de estudio, Alma.

## Proyección

### Presentaciones
A mediados del mes de octubre de 2012, por motivo del Festival Internacional Altavoz 2012, la cantante es invitada compartiendo escenario con bandas locales e internacionales como Behemoth, Vice Squad, entre muchas otras.
El 12 de enero de 2013, la artista fue telonera de Carlos Vives y Alejandro Sanz, en un concierto programado en la ciudad de Manizales, en la 57.ª versión de la Feria de Manizales.
El 23 de febrero de 2013, es invitada a la ceremonia de los Premios India Catalina en la ciudad de Cartagena de Indias, cantando en el escenario principal junto a otros artistas como Alfredo Gutiérrez, Lisandro Meza, el grupo estadounidense Fulanito, entre otros.
El 8 de marzo de 2013 Miranda realizó una presentación en la Teletón Colombia de 2013 en Bogotá, compartiendo escenario con otros artistas internacionales como Alberto Plaza, Rey Ruiz, Aleks Syntek, entre otros.
El 2 de noviembre de 2013, hace parte de la nómina de artistas y presentaciones en el evento 40 Tigo realizado por la emisora Los 40 Principales Colombia.

## Influencias
Miranda ha marcado como principal influencia a la cantante británica Amy Winehouse, siempre se ha visto que su inspiración va más allá que de su Música, ya que también se ve reflejada en su imagen. También ha señalado que cantantes como Adele y Etta James han influenciado fuertemente su trabajo como solista.

## Discografía

### Álbumes
- 2013:  Alma[20]

### Otros álbumes
- Miranda y la soul band
- Lo Mejor de la Voz... Colombia
- Dancing Queens, Un tributo para ABBA[21]

### Sencillos
- «¿Por qué?»[22]
- «El gran secreto»[23]
- «Eterno»
- «Bailaré»[24]

## Premios y nominaciones

### Grammy Latinos
Los Premios Grammy premian a los mejores cantantes latinoamericanos, Miranda ha sido nominada en una ocasión.
| Año  | Trabajo | Categoría           | Resultado |
| ---- | ------- | ------------------- | --------- |
| 2014 | Miranda | Mejor Nuevo Artista | Nominada  |

### Premios Shock
Los premios SHOCK son los premios musicales más importantes en Colombia. Se entregan anualmente por la revista Shock a lo mejor de la música local. 
| Año  | Trabajo           | Categoría                            | Resultado |
| ---- | ----------------- | ------------------------------------ | --------- |
| 2013 | «¿Por qué?»       | Mejor Nueva Artista Solista Femenina | Ganadora  |
| 2014 | «El Gran Secreto» | Mejor Artista Pop                    | Nominada  |

| Predecesor: N/A | Ganadora de La Voz Colombia 2012-2013 | Sucesor: Camilo Martínez |